# Anderson-táblahegy
Az Anderson-táblahegy (angolul: Anderson Mesa, navahóul: Hosh Dikʼání) táblahegy Arizona államban, Coconino megyében, Flagstafftól 40 km-re délkeletre, a Mary-tótól keletre, a Mormon-tótól északra. Koordinátái é. sz. 35° 03′ 18″, ny. h. 111° 26′ 24″35.055000°N 111.440000°W. 
Az 1900–2200 méter magasan fekvő terület 1959 óta ad otthont a Lowell Csillagvizsgáló egyik állomásának. Mivel nagyon lapos a terület, ezért itt helyezte el 1992-ben a Haditengerészeti Obszervatórium a haditengerészeti precíziós optikai interferométert, a NPOI-t.